# Skærbæk Kommune
Skærbæk Kommune i Sønderjyllands Amt blev dannet ved kommunalreformen i 1970. Ved strukturreformen i 2007 blev den indlemmet i Tønder Kommune sammen med Bredebro Kommune, Højer Kommune, Løgumkloster Kommune og det meste af Nørre-Rangstrup Kommune.

## Tidligere kommuner
Skærbæk Kommune blev dannet ved sammenlægning af 7 sognekommuner:
| Kommune | Folketal 1. januar 1970 | Byer    |
| ------- | ----------------------- | ------- |
| Brøns   | 856                     | Brøns   |
| Døstrup | 973                     | Døstrup |
| Mjolden | 338                     |         |
| Rejsby  | 523                     | Rejsby  |
| Rømø    | 811                     | Havneby |
| Skærbæk | 3.013                   | Skærbæk |
| Vodder  | 965                     | Frifelt |
| I alt   | 7.479                   |         |

## Sogne
Skærbæk Kommune bestod af følgende sogne:
- Brøns Sogn (Hviding Herred)
- Døstrup Sogn (Tønder, Højer og Lø Herred)
- Mjolden Sogn (Tønder, Højer og Lø Herred)
- Rejsby Sogn (Hviding Herred)
- Rømø Sogn (Tønder, Højer og Lø Herred)
- Skærbæk Sogn (Hviding Herred)
- Vodder Sogn (Hviding Herred)

## Borgmestre[2]
| Navn                      | Parti                       | Periode   |
| ------------------------- | --------------------------- | --------- |
| Chresten Findahl          | Det Konservative Folkeparti | 1970-1974 |
| Johannes Christian Hamann | Venstre                     | 1974-1982 |
| Hans Bonde Møller         | Venstre                     | 1982-1990 |
| Peter A. Petersen         | Venstre                     | 1990-2002 |
| Svend Ole Gammelgård      | Venstre                     | 2002-2006 |

## Rådhus
Skærbæk Kommunes rådhus på Storegade 51 fortsatte som et administrationscenter indtil 2014, hvor Tønder Kommune flyttede medarbejderne til Tønder. Herefter blev huset ombygget til et sundhedshus, som blev indviet i december 2014.